# رويتز (باد كاليه)
رويتز، باد كاليه (بالفرنسية: Ruitz)‏ هي بلدية تقع في إقليم باد كاليه من منطقة نور با دو كاليه في شمال فرنسا. تبلغ مساحة هذه المدينة 4.96 (كم²)، وترتفع عن سطح البحر 62 م، يبلغ عدد سكانها 1541 نسمة حسب إحصاء المعهد الوطني للإحصاء والدراسات الاقتصادية سنة 2009 م. وترأس Jean-Louis Adancourt البلدية خلال فترة (2008-2014).